# Zbigniew Radziwonowicz
Zbigniew Radziwonowicz (Zbigniew Marian „Szaman“ Radziwonowicz; * 8. Dezember 1930 in Ljadsk Wysoki, Hrodsenskaja Woblasz; † 11. Dezember 2002 in Warschau) war ein polnischer Speerwerfer.
Bei den Olympischen Spielen 1952 in Helsinki schied er in der Qualifikation aus.
1953 gewann er Bronze bei den Weltfestspielen der Jugend und Studenten, und 1954 wurde er Siebter bei den Europameisterschaften in Bern.
Bei den Europameisterschaften 1958 in Stockholm kam er auf den zehnten und bei den Olympischen Spielen 1960 in Rom auf den siebten Platz.
Seine persönliche Bestleistung von 77,65 m stellte er am 9. Juni 1957 in Warschau auf.